# Cadiorapa puella
Cadiorapa puella är en fjärilsart som beskrevs av William Schaus 1904. Cadiorapa puella ingår i släktet Cadiorapa och familjen nattflyn. Inga underarter finns listade i Catalogue of Life.